# Transparent

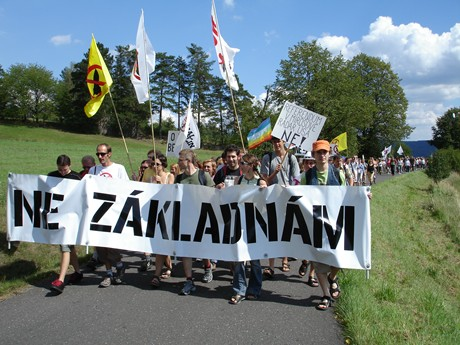
Transparent iniciativy Ne základnám v Brdech

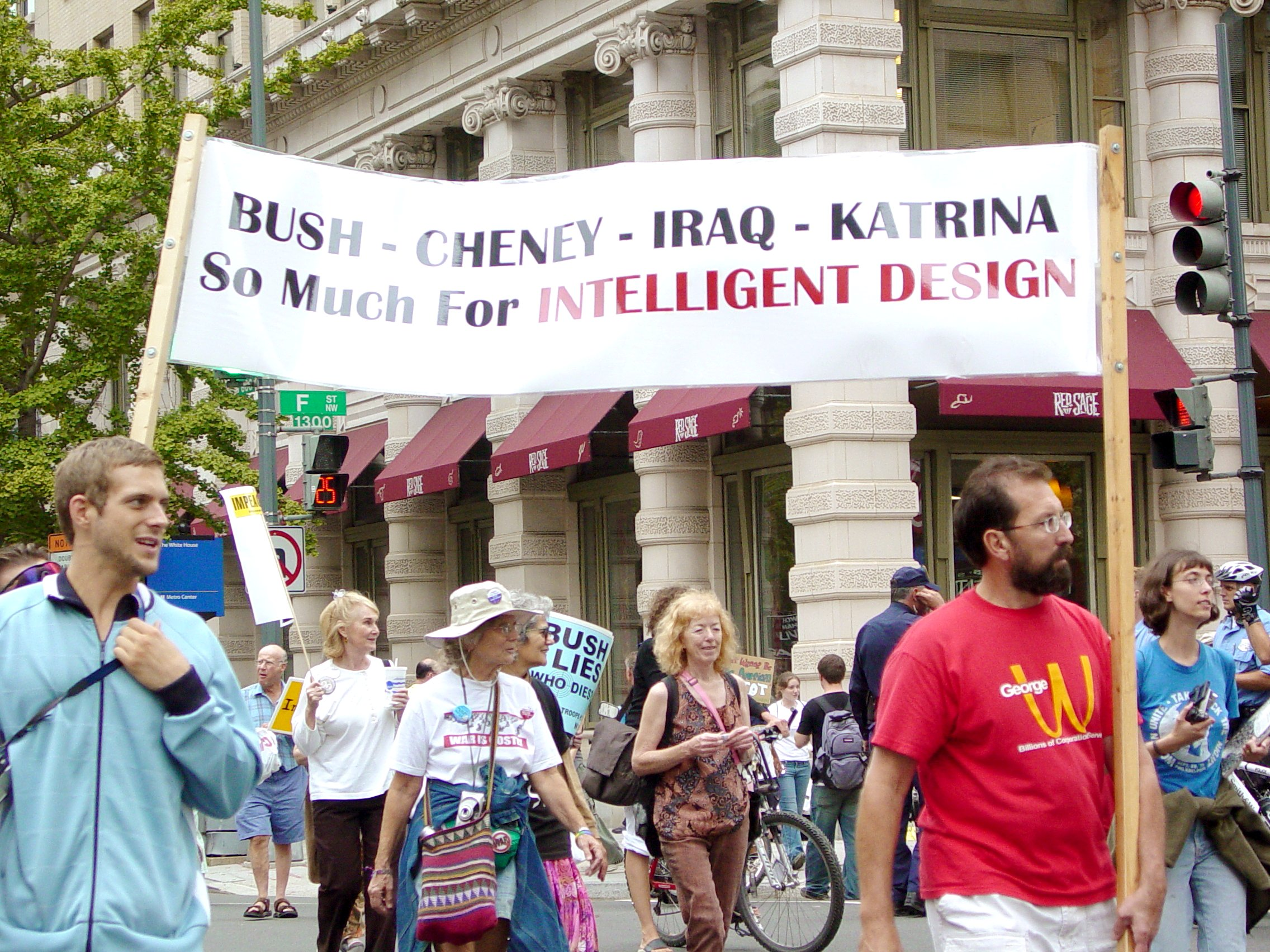
Transparent na protiválečné demonstraci ve Washingtonu

Transparent je propagační předmět užívaný zejména při veřejných manifestacích a demonstracích. Může se jednat o samostatnou desku s nápisem, obrázkem, fotografií apod., kterou nese za žerď jeden jediný člověk. Může se ale jednat i o rozvinutý pruh látky, na kterém je namalovaný, nažehlený, našitý nějaký nápis či propagandistické heslo, ten obvykle nosí dva nebo i tři lidé (zde vždy záleží na délce pruhu látky), pokud má být transparent viditelný nad hlavami demonstrantů pak každý z nich nese samostatnou žerď (neboli tyč), na níž je transparent umístěn.

## Totalitní praxe
V dobách komunistické totality během oslav 1. máje bylo nošení povinné pro každý podnik a každou společenskou organizaci a instituci. Nošení transparentů bylo vlastně určitým druhem specifického druhu trestu, s transparentem se totiž během prvomájové manifestace nedalo nikam utéct a bylo nutno absolvovat vždy celou akci až do konce. Právě proto byly transparenty svěřovány pokud možno vždy jen odpovědným a plně disciplinovaným osobám tak, aby nedošlo k žádnému organizačnímu problému.[zdroj⁠?!]

### Doplňkové manifestační předměty
Doplňkovými manifestačními předměty bývaly státní československé a sovětské vlajky, mávátka a někdy i alegorické vozy. Kromě toho se užívaly i plakáty a papírové propagační a letáky.